# Кофти сделка
„Кофти сделка“ (на английски: Unfinished Business) е американски комедиен филм от 2015 г. на режисьора Кен Скот, по сценарий на Стивън Конрад, и участват Винс Вон, Том Уилкинсън, Дейв Франко, Сиена Милър, Ник Фрост и Джеймс Марсдън. Той е пуснат на 6 март 2015 г. и получава негативни отзиви от критиката.